# اوه سونگ شین
سئونگ شین اوه ( زاده ۱۴ مارس ۱۹۷۲ ) یک بازیکن هاکی روی چمن کره جنوبی است که در موقعیت سوییپر بازی می کند. او به عنوان عضوی از تیم ملی زنان کره جنوبی، مدال نقره بازی های المپیک تابستانی 1996 را به دست آورد.

## آموزش
- فارغ التحصیل از دانشگاه ملی ورزش کره
- فارغ التحصیل از دبیرستان دخترانه Hyeseong
- فارغ التحصیل از مدرسه راهنمایی دخترانه جونگام

## تجربه ها
- بازی های آسیایی 1994 تیم ملی هاکی زنان
- تیم ملی هاکی زنان در بازی‌های المپیک تابستانی ۱۹۹۶
- بازی های آسیایی 1998 تیم ملی هاکی زنان
- تیم ملی هاکی زنان در بازی های المپیک تابستانی 2000

## جوایز
- مدال طلای هاکی زنان بازی های آسیایی 1994
- مدال نقره هاکی زنان در بازی‌های المپیک تابستانی ۱۹۹۶
- مدال طلای هاکی زنان بازی های آسیایی 1998